# A Bruxa
A Bruxa (no original, The Witch, estilizado como The VVitch: A New-England Folktale)  é um filme de terror folclórico lançado em 2015. A produção canadense-americana  foi escrita e dirigida por Robert Eggers em sua estreia na direção de longas-metragens. A obra venceu o prêmio de Direção na categoria U.S. Dramatic no Festival Sundance de Cinema de 2015. Foi lançado no cinema em 16 de fevereiro de 2016, pela A24 Films. A Bruxa foi filmado em Mattawa Voyageur Country, região Norte de Ontario, Canadá.
Ambientado na Nova Inglaterra, na década de 1630, o filme acompanha uma família puritana de colonos ingleses que passa a ser atormentada por uma força maligna vinda da floresta ao redor de sua fazenda. À medida que o medo e o desespero se intensificam, a família entra em colapso, voltando-se uns contra os outros em meio à paranoia, à culpa religiosa e à desintegração emocional.

## Resumo do Enredo (spoilers)
Na década de 1630, na Nova Inglaterra, o colono inglês William e sua família — sua esposa Katherine, a filha adolescente Thomasin, o filho pré-adolescente Caleb e os pequenos gêmeos Mercy e Jonas — são expulsos de um assentamento puritano por divergências religiosas. Isolados, constroem uma pequena fazenda numa clareira à beira de uma floresta deserta. É ali que Katherine dá à luz seu quinto filho, o bebê Samuel.
Enquanto estava sob os cuidados de Thomasin, Samuel desaparece de forma abrupta — na verdade, é levado por uma bruxa e morto para a fabricação de um unguento de voo. A família, sem imaginar o ocorrido, acredita que o bebê tenha sido levado por um lobo.
Devastada pela perda, Katherine passa os dias chorando e rezando. William leva Caleb à floresta para caçar. Durante o trajeto, o menino questiona o pai sobre o destino de Samuel, já que ele não havia sido batizado — estaria condenado ao inferno? William revela que trocou os copos de prata de Katherine por suprimentos de caça. Pai e filho retornam sem sucesso.
Enquanto isso, na fazenda, os gêmeos brincam com o bode da família, Black Phillip, que, segundo eles, fala com as crianças.
Katherine acusa Thomasin de ter perdido os copos de prata e insinua que eles também possam ter sido levados por um lobo, como o irmão — responsabilizando a filha pela tragédia. Mais tarde, as crianças fingem dormir enquanto ouvem os pais discutindo os riscos de fome iminente e cogitando mandar Thomasin para servir outra família.
Na manhã seguinte, Caleb sai escondido para caçar, mas Thomasin o flagra e insiste em acompanhá-lo. Durante a caçada, o cachorro Fowler corre atrás de uma lebre, assustando o cavalo que levava Thomasin. A jovem cai e perde a consciência. Sozinho na floresta, Caleb encontra os restos do cachorro e, vagando, chega a uma cabana onde é seduzido por uma bruxa com aparência jovem. Ela o atrai e lhe dá um beijo.
Thomasin desperta ao ouvir os gritos do pai e corre em sua direção. De volta à fazenda, Katherine repreende a filha por ter ido à floresta com Caleb. William, por sua vez, a defende e finalmente admite ter vendido os copos de prata.
Na mesma noite, Caleb reaparece totalmente despido sob a chuva forte, delirante e muito enfraquecido. Katherine sugere que estejam sendo vítimas de uma bruxa e passa a rezar pelo filho. No dia seguinte, o menino começa a convulsionar violentamente e acaba por vomitar uma maçã inteira, antes de proclamar seu amor por Cristo e morrer em meio a suspiros profundos, com um tom de prazer sexual.
Diante disso, os gêmeos passam a acusar Thomasin de praticar bruxaria, e ela alega que eles seriam os bruxos, já que conversam com o bode. Atacada por todos, Thomasin confronta o pai, acusando-o de planejar mandá-la embora e culpando William por tudo o que estavam passando, por não ser capaz de manter a família protegida.
Enfurecido, William prende Thomasin e os gêmeos no celeiro das cabras, para que só saiam no dia seguinte. No meio da noite, os gêmeos acordam e veem a bruxa, em sua forma idosa, devorando as entranhas de uma das cabras leiteiras. Em seguida, ela parte para atacá-los, enquanto Thomasin acorda, apavorada. Enquanto isso, na casa, Katherine tem alucinações de que Caleb e Samuel estão vivos com ela. Ela abraça os filhos e passa a amamentar Samuel, quando, na realidade, está sendo atacada por um corvo, que bicava e comia parte de seu seio.
Pela manhã, William encontra o estábulo destruído, os restos mortais das cabras, e apenas Thomasin viva, que acorda ao ouvir o pai. Antes que possa culpá-la, William é atacado e morto por Black Phillip. Atordoada com os acontecimentos, Thomasin é violentamente atacada pela própria mãe. Fora de si, Katherine acusa a filha por tudo e tenta enforcá-la. Thomasin, dizendo apenas que ama a mãe, é forçada a matá-la em legítima defesa.
Consumida pela exaustão, Thomasin adormece. Ao anoitecer, entra no que restou do estábulo e implora para que Black Phillip fale com ela. Em uma voz grave, o bode responde que pode dar a ela a vida que deseja. Ao aceitar o acordo, o bode se transforma em um belo homem, que manda a menina tirar as roupas e assinar seu livro. Acompanhada por Black Phillip, Thomasin adentra nua a floresta, onde encontra um coven de bruxas celebrando um sabbath em volta de uma fogueira. As bruxas começam então a levitar, para espanto de Thomasin, que lentamente sobe com elas, em um sorriso histérico, até a copa das árvores.

## Elenco
- Anya Taylor-Joy como Thomasin
- Ralph Ineson como William
- Kate Dickie como Katherine
- Harvey Scrimshaw como Caleb
- Ellie Grainger como Mercy
- Lucas Dawson como Jonas
- Julian Richings como Governador
- Bathsheba Garnett como A Bruxa (idosa)
- Sarah Stephens como A Bruxa (jovem)
- Daniel Malik creditado como Wahab Chaudhry como Black Phillip (forma humana e voz)
- Charlie as Black Phillip (bode)

## Produção
Depois de  lançar filmes sem sucesso e, segundo Eggers, "muito estranhos, muito obscuros", o diretor  percebeu que teria que fazer um filme mais convencional. Eggers disse em uma entrevista: "Se eu vou fazer um filme do gênero, tem que ser pessoal e ele tem que ser bom." Eggers queria filmar em locações em Nova Inglaterra, mas a falta de orçamento o obrigou a filmar no Canadá, onde teve problemas para achar uma locação que se aproximasse da atmosfera sombria que pretendia para as cenas da floresta. A equipe precisou procurar "fora do mapa", até encontrar uma área (Kiosk, Ontário) "extremamente remota"; Eggers disse que a cidade mais próxima "faz New Hampshire parecer uma metrópole". A equipe de produção trabalhou extensivamente com museus ingleses e norte-americanos, bem como com um consultor inglês especializado com a cultura puritana do século XVII e especialistas em agricultura. O filme foi produzido em vários locais no que é conhecido como Mattawa Voyageur Country.

## Lançamento
O filme teve sua estreia mundial no Festival Sundance de Cinema de 2015 em 27 de janeiro de 2015. Anteriormente à exibição no festival, a A24 Films e a DirecTV adquiriram os direitos sobre a distribuição da produção, que estreará no DirectV Cinema antes de sua estreia teatral. Também foi exibido no Festival Internacional de Cinema de Karlovy Vary em 7 de julho de 2015 e no Festival Internacional de Cinema de Melbourne em 6 de agosto de 2015. Além disso, a película também foi selecionada para ser exibida na seção de Apresentações Especiais no Festival Internacional de Cinema de Toronto de 2015. Inicialmente, estava programado para estrear em 26 de fevereiro de 2016, mas esta foi alterada para 19 de fevereiro de 2016. No Brasil, o filme foi lançado em 3 de março de 2016.
Após uma campanha, a loja de mídia física The Originals conseguiu lançar no Brasil em 2016 uma tiragem limitada do filme em blu-ray, que se tornou um sucesso de vendas, esgotando no mês do lançamento. Outro lote do filme foi lançado em 2020.

## Recepção

### Crítica
No Rotten Tomatoes, o filme tem uma classificação de 91%, com base em 232 avaliações, com uma classificação média de 7,8 / 10. No consenso crítico do site diz: "Como instigante, pois é visualmente atraente, The Witch proporciona um exercício profundamente inquietante no horror de construção lento que sugere grandes coisas para estreia roteirista e diretor Robert Eggers." O Metacritic relata uma pontuação de 83 em 100, baseado em 44 críticos, indicando "aclamação universal". O público ouvido pelo CinemaScore deu ao filme uma nota média de "C-" em uma escala escala de A+ a F.
A Variety comentou: "Um conjunto ferozmente empenhado e um requintado sentido de detalhes históricos conspiram para lançar um feitiço altamente atmosférico em The Witch (...)" Yohana Desta da Mashable afirmou que The Witch é uma "experiência incrivelmente trabalhada que vai fazer você ir procurar uma igreja assim que sair do cinema." Peter Travers em sua revisão para a Rolling Stone deu ao filme 3 1/2 estrelas, e escreveu sobre The Witch "Construindo o seu filme sobre o diabólico após choques da repressão puritana, Eggers levanta The Witch muito acima do rebanho de horror. Ele não precisa de truques baratos. Eggers apenas dirige o nosso olhar para o que importa."
Ann Hornaday escreveu no The Washington Post que o filme junta-se às fileiras dos filmes de terror, como O Exorcista, The Omen e Rosemary's Baby, dizendo que The Witch "comporta-se menos como um imitador dos clássicos do que seu progenitor ... um tributo a um cineasta que, apesar do seu estatuto de novo, parece ter chegado com os braços cheios de maturidade, em pleno controle de seus poderes prodigiosos".
Alan Scherstuhl para o Village Voice deu uma revisão menos favorável para The Witch, concluindo que no filme há "bruxas na floresta, e que Satã não tem nada melhor para fazer do andar por aí com o gado dos colonos."
Além do cinematográfico, segundo Zerbinati e Bruns, o filme The Witch, "mesmo tendo como enfoque comercial a produção de terror pode ser analisado enquanto correspondente histórico e psicossocial, trazendo uma válida discussão sobre a sexualidade feminina".

### Resposta religiosa
Julia Alexander do Polygonstates disse que The Witch "pede às pessoas para tentar entender o que a vida teria sido para uma família de devotos cristãos que vivem na solidão, apavorados com o que pode acontecer se eles irem contra a palavra de Deus." Do The Atlantic, Alissa Wilkinson afirmou que os filmes apresentados no Festival de Sundance, The Witch, juntamente com Last Days in the Desert, Don Verdean e I Am Michael revelam um "ressurgimento do interesse na religião" e descreveu The Witch como "uma história circa [do ano] 1600 que refrigera a tomada do diabo sobre uma família devota,– citando as Escrituras." Eve Tushnet comentou em um artigo no TAC, que também foi publicado em First Things, visando que The Witch' mostra a feitiçaria como "não sendo revisionista" e afirma ainda que o filme é "permeado por temor de Deus. Há referências ocasionais a sua graça mas apenas como algo para pedir, e não algo para confiar".
O Plugged Insimilarly opinou que o protagonista de The Witch, William é absolutamente dedicado ao liderar sua família em santidade e os caminhos do Senhor, o que deve ser uma coisa boa. Mas o fruto do foco rigoroso de William na dogmática piedade não é um levantamento de cargas, o que nos é dito que deve acontecer em Mateus 11:30, ou de uma alegre celebração da vida ao viver ao máximo, como é referenciado em João 10:10, e sim, é o medo profundo e meditações mórbidas no inferno, a condenação e as forças da escuridão espiritual". No entanto, Josh Larsen do Think Christian explicando a conclusão do filme, afirmando que "encontrando o mal, a família no filme vira descontroladamente e para trás entre "triunfalismo" e "derrotismo", dois extremos "teológicos" e "nisso se recusam a permitir a graça, tornam-se presas fáceis para a bruxa".

### Não teísta
Um porta-voz do não teísta Templo Satânico, Jex Blackmore, afirmou que a A24 "aproximou-se do templo para dizer que acreditava que o filme seria de interesse para os membros, embora não pedindo especificamente para um endosso." No entanto, o Templo Satânico aprovou o filme, indo tão longe a ponto de iniciar uma excursão para o filme, que começou no dia 10 de fevereiro de 2016. O grupo satanista acredita que "[o filme] vai sinalizar a chamada à guerra para uma revolta satânica contra os vestígios tirânicos de superstições fanáticas, e criar uma nova era de liberação e perguntas sem peias", e começou um site onde as pessoas podem "oficialmente registar-se no 'Livro de Satanás'."
No entanto, Todd VanDerWerff do Vox disse que a "A24 poderia ter apenas cortejado facilmente a aprovação de, digamos, teólogos que tem uma predileção pelo Calvinismo. The Witch tem lugar na América Colonial, e ela se desenrola a partir da perspectiva do período de cristãos que genuinamente acreditam que em torno das florestas de sua pequena fazenda contêm algum tipo de mal, um ser sobrenatural e são em última análise mostrado-se correta."

## Controvérsia
No entanto, alguns críticos, bem como as audiências ficaram menos satisfeitos com o filme. Os críticos observaram que o filme recebeu reação negativa do público em relação aos temas e sustos presentes no filme.
Lesley Coffin criticou a A24, dizendo que era "um grande erro" a propaganda do filme dizendo que é um terror assustador. "Não porque ele não se encaixa no gênero de horror, mas por causa do poder das expectativas." Jason Coffman expressou sua "frustração" para os espectadores que chamaram The Witch de "chato", e sentiu que os telespectadores que rejeitam características de terror mais independentes rejeitam "o cinema como uma forma de arte"".